# Soror Mariana Alcoforado
Soror Mariana Alcoforado (* 22. April 1640 in Beja, Alentejo; † 28. Juli 1723 ebenda) war portugiesische Nonne und Schriftstellerin.

## Leben

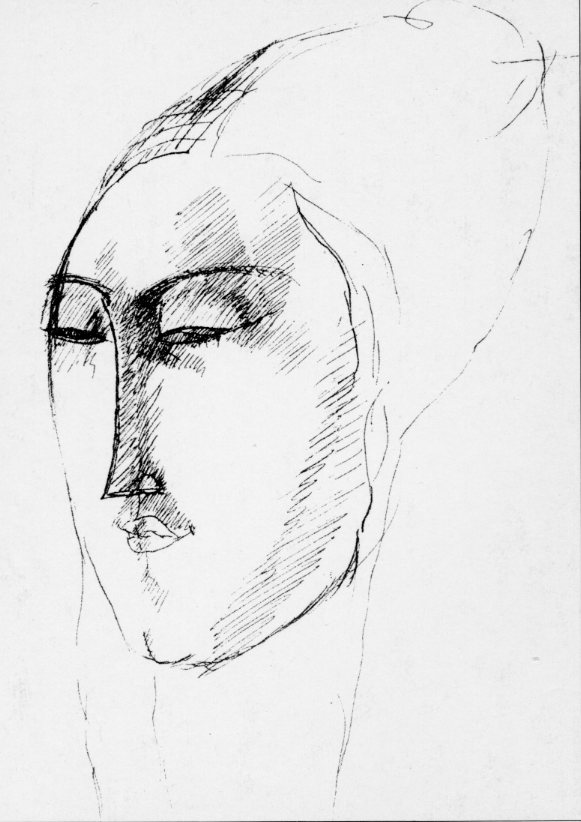
Mariana Alcoforado, Zeichnung von Modigliani

Alcoforado werden die fünf schönsten Liebesbriefe der Welt zugeschrieben, die Portugiesischen Briefe. Karl Larsens dänische Fassung wurde von Mathilde Mann ins Deutsche übersetzt (Leipzig, 1905). Rainer Maria Rilkes Übertragung erschien 1913 in Leipzig, im gleichen Jahr wurden die Liebesbriefe auch von Georg Hecht  übersetzt. Eine weitere Übersetzung erfolgte durch Walter Widmer (Basel, 1945).
Die Briefe sollen an den französischen Offizier Marquis Noël Bouton de Chamilly (1636–1715, 1703 Marschall von Frankreich) gerichtet gewesen sein. Da es keine portugiesische Fassung dieser Briefe gibt, wird angenommen, dass die Briefe vom angeblichen Übersetzer ins Französische, Gabriel de Guilleragues, stammen. Sie erschienen erstmals 1669 als Lettres portugaises.
In Anlehnung an die literarische Vorlage entstand der Film Liebesbriefe einer portugiesischen Nonne (1977). Auch die französisch-portugiesische Kinoproduktion La Religieuse Portuguaise (2009) ist von der Geschichte der portugiesischen Nonne inspiriert.

## Ausgaben
- Lettres portugaises et Suites. Introduction, établissement des textes et notes par Anne-Marie Clin-Lalande. Librairie Générale Française, Paris 1993, ISBN 2-253-06318-5.
- Portugiesische Briefe. Die Briefe der Marianna Alcoforado. Übertragen von Rainer Maria Rilke. 15. Auflage. Insel, Frankfurt am Main 1995, ISBN 3-458-8074-0. (Neuauflage 2017, ISBN 978-3-7437-1462-5). 
  - (Digitalisat der Originalausgabe 1905)
- Die fünf portugiesischen Briefe der Nonne Mariana Alcoforado. In ihrer Gesamtheit ins Deutsche übertragen und herausgegeben von Georg Hecht. Xenien-Verlag, Leipzig, 1913

## Literatur

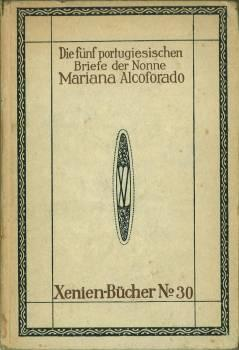
Die fünf portugiesischen Briefe der Nonne Mariana Alcoforado. Übersetzt von Georg Hecht (Xenien-Bücher, Nr. 30). Xenien-Verlag, Leipzig 1913.